# Alblasserdam
Alblasserdam é uma cidade e um município no oeste dos Países Baixos, na província da Holanda do Sul. Alblasserdam integra a região de Drechtsteden. O município ocupa uma área de 10,02 km² (dos quais 1,29 km² é água). Em 1 de janeiro de 2022, tinha uma população de 20 087 habitantes.